# Escuela Moderna

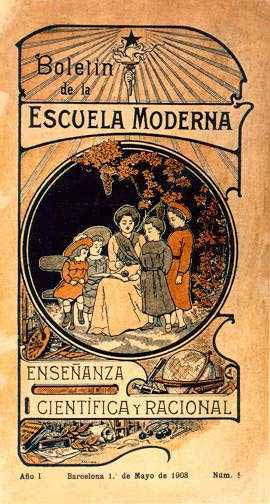
Okłada biuletynu szkolnego z 1905 roku

Escuela Moderna (pl. Nowoczesna Szkoła) – progresywna szkoła działająca na początku XX wieku w Katalonii.
Szkoła została założona w 1901 roku w Barcelonie przez Francesca Ferrera i Guàrdię.  Z założeń szkoła miała kształcić studentów z klasy robotniczej w ruchu racjonalistycznym. W praktyce jednak bardzo wysokie czesne spowodowało, że większość studentów pochodziła z zamożnej klasy średniej. Została zamknięta w 1906 roku, krótko po tym jak Francesco Ferrer został aresztowany w związku z zamachem na króla Alfonsa XIII. W latach późniejszych była wzorem do założenia szkół nowoczesnych m.in. w Stanach Zjednoczonych, Ameryce Południowej, Londynie, na Kubie a także instytucji oświatowych ruchu machnowskiego.